# マスキンガム郡 (オハイオ州)
マスキンガム郡（英: Muskingum County）は、アメリカ合衆国オハイオ州の中央部に位置する郡である。2010年国勢調査での人口は86,074人であり、2000年の84,585人から1.8%増加した。郡庁所在地はゼインズビル市（人口25,487人）であり、同郡で人口最大の都市でもある。
マスキンガム郡はその全体でゼインズビル小都市圏を構成している。郡内をマスキンガム川が流れほぼ二分している。郡名はこの川から採られ、デラウェア族インディアンの言葉で「川岸の傍」あるいは「アメリカアカシカの目」を意味している。

## 地理
アメリカ合衆国国勢調査局に拠れば、郡域全面積は672.58平方マイル (1,742.0 km2)であり、このうち陸地664.58平方マイル (1,721.3 km2)、水域は8.00平方マイル (20.7 km2)で水域率は1.19%である。

## 文化
マスキンガム郡図書館システムはゼインズビル市にある管理事務所から郡内のサービスを行っている。この中にはドレスデン、ダンカンフォールズ、ニューコンコード、ローズビルの町へのサービスも含まれている。2005年、この図書館は利用者73,000人に918,000件以上の図書を貸し出した。収蔵図書は328,000冊以上、定期刊行物は190種以上ある。
郡内にある「ザ・ワイルズ」は、炭坑跡地に造成され、非営利団体によって運営されている広さ9,154エーカー (37.04 km2) の野生生物保護地域であり、有料で公開されている。

## 隣接する郡
- コショクトン郡 - 北
- ガーンジー郡 - 東
- ノーブル郡 - 南東
- モーガン郡 - 南
- ペリー郡 - 南西
- リッキング郡 - 西

## 人口動態
以下は2000年国勢調査による人口統計データである。
| 基礎データ - 人口: 84,585人 - 世帯数: 32,518 世帯 - 家族数: 22,860 家族 - 人口密度: 49人/km2（127人/mi2） - 住居数: 35,163軒 - 住居密度: 20軒/km2（53軒/mi2） 人種別人口構成 - 白人: 93.91% - アフリカン・アメリカン: 4.01% - ネイティブ・アメリカン: 0.21% - アジア人: 0.27% - 太平洋諸島系: 0.02% - その他の人種: 0.20% - 混血: 1.37% - ヒスパニック・ラテン系アメリカ人: 0.52% 年齢別人口構成 - 18歳未満: 25.9% - 18-24歳: 9.4% - 25-44歳: 27.7% - 45-64歳: 22.6% - 65歳以上: 14.3% - 年齢の中央値: 36歳 - 性比（女性100人あたり男性の人口） - 総人口: 92.0 - 18歳以上: 88.4 | 世帯と家族（対世帯数） - 18歳未満の子供がいる: 33.3% - 結婚・同居している夫婦: 54.3% - 未婚・離婚・死別女性が世帯主: 12.0% - 非家族世帯: 29.7% - 単身世帯: 24.9% - 65歳以上の老人1人暮らし: 10.9% - 平均構成人数 - 世帯: 2.53人 - 家族: 3.01人 収入と家計 - 収入の中央値 - 世帯: 35,185米ドル - 家族: 41,938米ドル - 性別 - 男性: 31,537米ドル - 女性: 22,151米ドル - 人口1人あたり収入: 17,533米ドル - 貧困線以下 - 対人口: 12.9% - 対家族数: 9.9% - 18歳未満: 17.9% - 65歳以上: 10.0% |

## 郡区

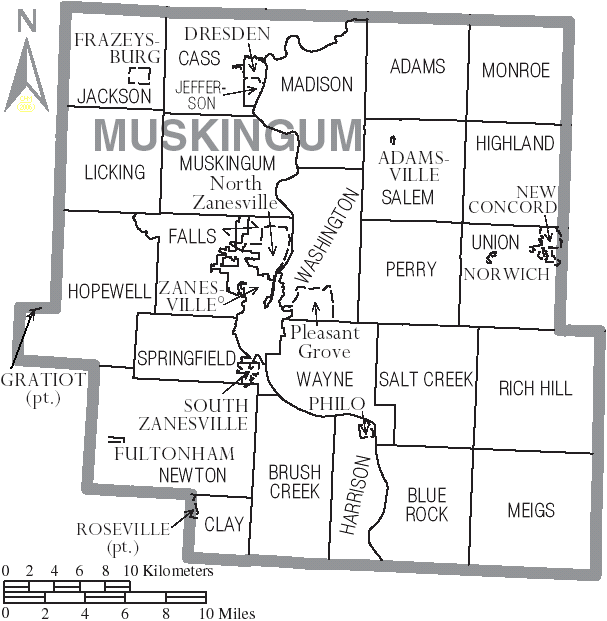
マスキンガム郡図

マスキンガム郡は下記25の郡区に分割されている。
| - アダムズ - ブルーロック - ブラッシュクリーク - キャス - クレイ - フォールズ - ハリソン | - ハイランド - ホープウェル - ジャクソン - ジェファーソン - リッキング - マディソン | - メグズ - モンロー - マスキンガム - ニュートン - ペリー - リッチヒル | - セイラム - ソルトクリーク - スプリングフィールド - ユニオン - ワシントン - ウェイン |

### 都市
- ゼインズビル - 郡庁所在地

### 村
| - アダムズビル - ドレスデン - フレイジーズバーグ - フルトナム | - グレイショット - ニューコンコード - ノリッジ | - ファイロ - ローズビル - サウスゼインズビル |

### 国勢調査指定地域
- ノースゼインズビル
- プレザントグローブ

### 未編入の町
- ブルーロック
- チャンドラーズビル
- ダンカンフォールズ
- イーストフルトナム
- ホープウェル
- ナッシュポート
- ホワイトコテージ

## 歴史的な場所
- アービル - ディロン湖の造成で廃村となったリッキング郡区の村
- マッティングリー入植地 - マスキンガム郡区に入植したマッティングリー一族に因む命名